# Fuzz Townshend
John Richard Keith "Fuzz" Townshend (né le 31 juillet 1964 à Birmingham) est un musicien (batteur), mécanicien automobile et animateur de télévision britannique, présentateur de l'émission Car SOS sur National Geographic Channel. Il est aussi journaliste automobile (notamment dans  Classic Car Weekly), ancien rédacteur technique de  Practical Classics et Président honoraire du Triumph Sports Six Club.

## Biographie
C'est à l'école vers l'âge de 7 ans que Townshend a hérité du surnom "Fuzz" en raison de sa chevelure afro.
Quand il avait 10 ans, sa mère participa à un concours organisé par un journal et remporta le premier prix qui était une Vauxhall Chevette. parce qu'elle n'a jamais appris à conduire, elle choisit de recevoir son prix en cash, ce qui lui permit d'offrir à son fils une batterie. Townshend prit des leçons de musique auprès de AReed, un musicien local de jazz, et il fit ses débuts sur la scène en mars 1977, à l'âge de 12 ans. A la fin des années 1970, il jouait dans des groupes scolaires.
Par la suite, Townshend entra en apprentissage dans la compagnie locale de bus, la West Midlands Passenger Transport Executive, travaillant aux ateliers maintenance de Dudley. Il enregistra à cette période à BBC Radio 1 ses deux premiers titres durant les John Peel Sessions. Il sortit ensuite son premier single, qui entra dans les charts NME Indie[citation nécessaire].

## Carrière

### Musique
Il rejoignit le groupe General Public et son leader Ranking Roger, ancien chanteur du groupe Beat. Il fut ensuite remarqué par les membres du groupe indépendant local Pop Will Eat Itself et lui proposèrent de les rejoindre. Townshend joua de la batterie dans le groupe pendant 4 ans et demi, avec à la clé plusieurs succès dans les classements de ventes britanniques, tant pour les single que pour les albums. Le groupe fit partie aussi de la tournée nord-américaine du groupe Nine Inch Nails. Townshend joua aussi de la batterie pour le duo Bentley Rhythm Ace.
La sortie de son premier titre solo, Hello Darlin, en 1996, permit à Townshend de signer chez Echo Records, en juillet 1997. Le single se classa à la 51e place des ventes au Royaume-Uni. Par la suite, il sortit son premier album, Far In, d'abord au Royaume-Uni en 199 et ensuite aux États-Unis en 2001.
Son second album, qui portait son nom comme titre, sortit en 2002.
En 2004, Townshend devint professeur de musique au lycée à temps partiel. Son ancien groupe PWEI décida à cette époque de se reformer.

### Journaliste et mécanicien
Townshend rejoignit la revue Practical Classics en tant que journaliste, puis devint ensuite éditeur technique jusqu'à mars 2011. Il se mit à son compte en tant que freelance et lança une activité de restauration de voitures anciennes, Westgate Classics. A l'été 2016, il quitte Westgate Classics pour ouvrir avec Dave Tassell un nouveau garage à Oldbury (dans les West Midland) appelé To-Ta Classics (pour Townshend and Tassell Classics).
La dernière création de Townshend est Classic Friendly Ltd, un réseau de garages spécialisées dans l'entretien et la restauration d'anciennes.

### Télévision

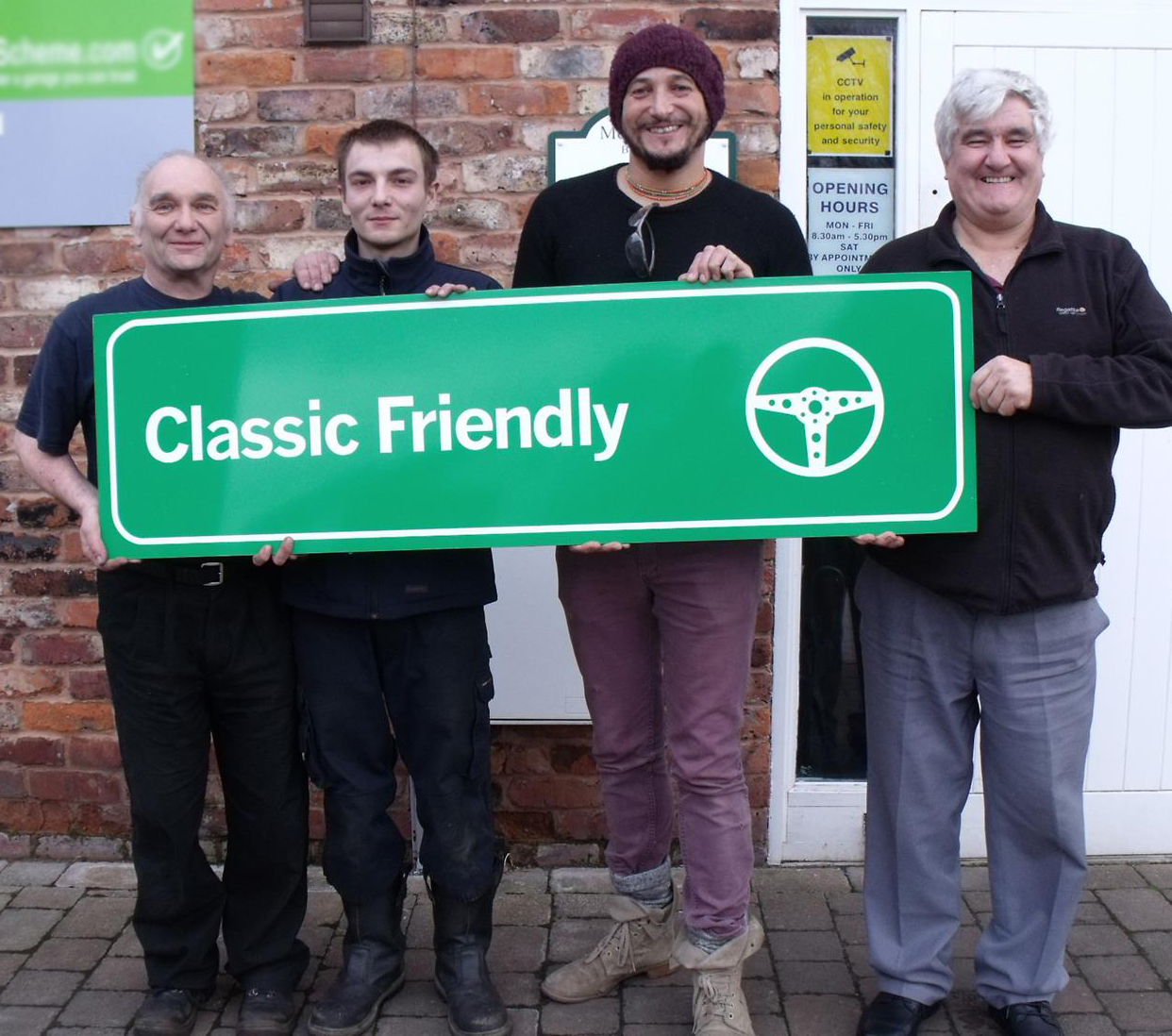
Townshend remettant une enseigne "Classic Friendly" à un garage certifié Classic Friendly

Un studio de production télévisuelle proposa à Fuzz Townshend d'effectuer un essai pour participer à une nouvelle émission intitulée Car SOS. L'essai a eu lieu dans son garage Westgate Classics. Il fut choisi ainsi que son garage en tant que lieu de tournage principal de l'émission.
Les deux premières saisons de Car SOS ont été diffusées sur les chaînes de télévision Channel 4 et More4 avant de passer sur National Geographic Channel et Fox Channel à partir du 9 avril 2015 pour la saison 3,.
Townshend est aussi engagé dans "Classic Aware", une campagne de promotion de l'importance de contrôler l'état technique d'un véhicule classique en réaction à la nouvelle législation qui supprime le contrôle technique obligatoire pour les véhicules d'avant 1960.
Townshend joue actuellement la batterie avec le groupe "The Beat" (appelé aux Etats-Unis "The English Beat"). Il collabore aussi régulièrement aux revues Practical Classics  et Classic Car Weekly.

## Discographie

### Albums
- Far In (1999), Fruition
- Fuzz Townshend (2002), Stinky

### Singles
- "Hello Darlin'" (1998), Fidelity Lo - UK no. 51
- "Get Yerself" (1998), Echo
- Tasty Big Ed (1998), Echo
- "Smash It" (1998), Echo
- "Dollar 97" (1999), Fidelity Lo - featuring Murphy
- "Bus" (1999), Fruition - featuring Noel
- "Y2K the Bug Is Coming" (1999), MBug - Ian Dury, Jim's Super Stereoworld & Fuzz Townshend